# Philippe William Luce
Philippe William Luce, né rue de la Golarde à Saint-Laurent (Jersey) le 17 septembre 1882 et mort le 20 juillet 1966 à Vancouver, est un écrivain et journaliste de langue jersiaise et normande.
P. W. Luce quitta Jersey en 1902 pour se rendre à Edmonton, en Alberta, mais il resta à Winnipeg où il devint reporter au Winnipeg Telegram. De là, il rendit à New Westminster, en Colombie-Britannique et travailla pour le Daily News jusqu’en 1911. Il fut un temps éleveur bovin avant de retourner au journalisme à Vancouver pour le Vancouver Herald.
Il revint à Jersey en 1909 et 1920. En 1940, il fonda La Société des Îles de la Manche de Vancouver pour obtenir de l’argent pour les évacués.
En 1923, il prit sa retraite après avoir découvert qu’il souffrait du diabète, mais l’introduction de l’insuline lui permit de mener une vie productive. À la fin, il rédigea sa notice nécrologique pour la Gâzette du Sé (Jersey Evening Post).
C’était le frère d’Edwin John Luce.
P. W. Luce a pris le nom de plume de « Ph'lippe d’la Golarde » d’après sa rue de naissance.

## Source
- (nrm) Cet article est partiellement ou en totalité issu de l’article de Wikipédia en narum intitulé « Philippe William Luce » (voir la liste des auteurs).